# Оползень

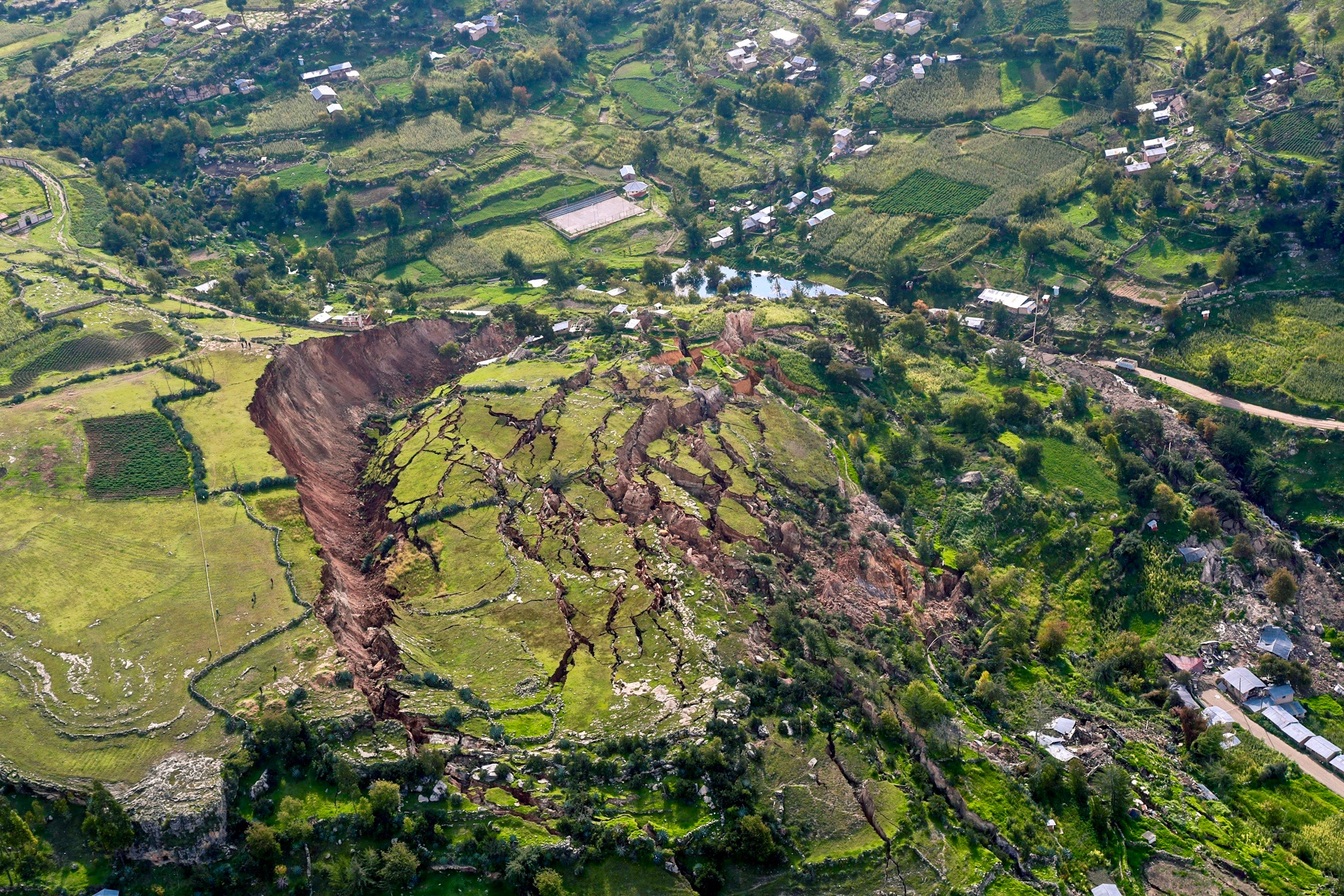
Оползень близ Куско, Перу, в 2018 году

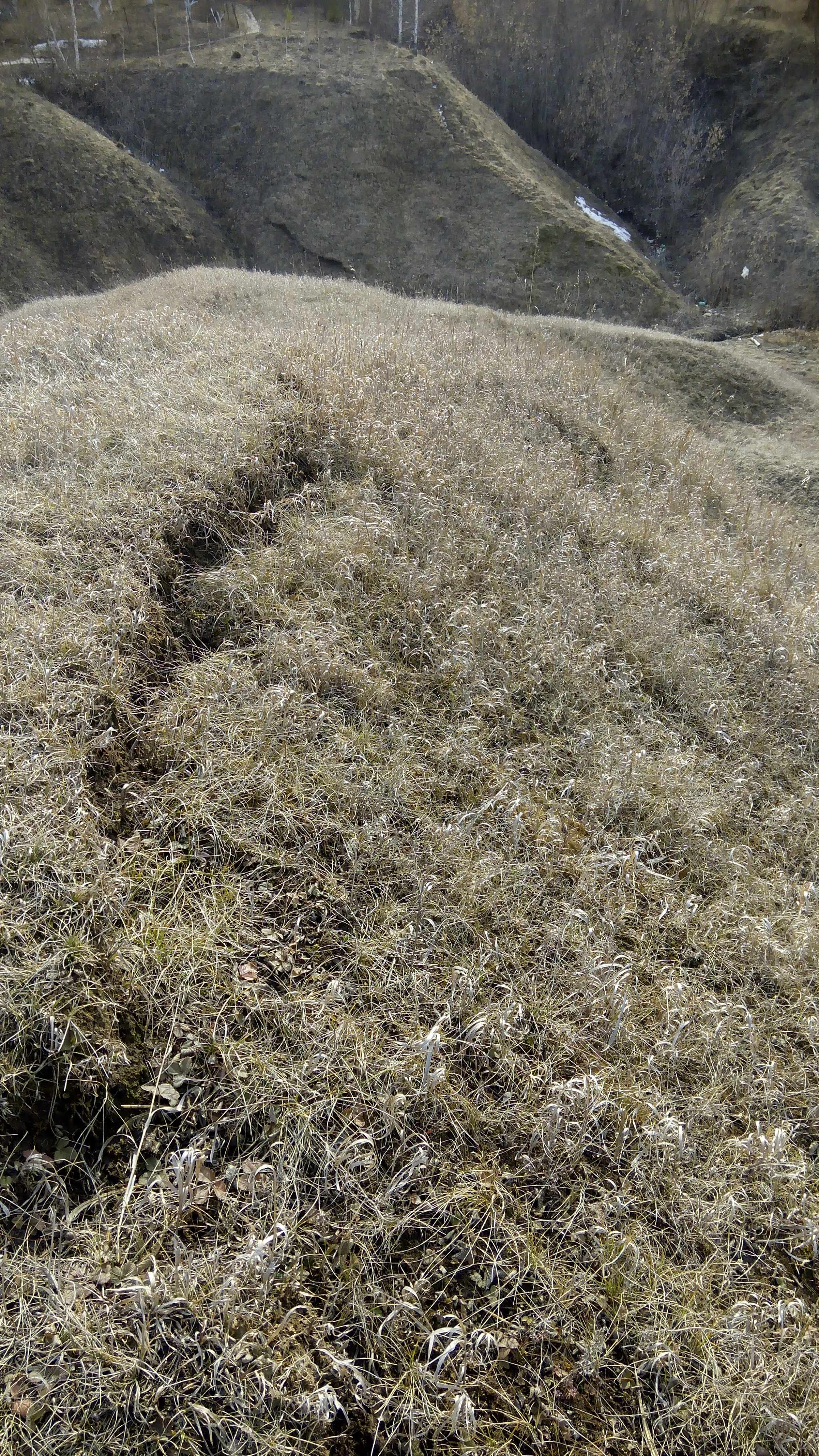
Линия отрыва будущего оползня

Таймлапс оползня в национальном парке Денали, США, 2021 г.

О́ползень — опасное природное явление, смещение масс горных пород по склону под воздействием собственного веса и дополнительной нагрузки вследствие подмыва склона, переувлажнения, сейсмических толчков и иных процессов. Такие явления возникают на склонах долин или речных берегов, в горах, на берегах морей и т. д., самые грандиозные - на дне морей. Наиболее часто оползни возникают на склонах, сложенных чередующимися водоупорными и водоносными породами. Смещение крупных масс земли или породы по склону или клифу вызывается в большинстве случаев смачиванием дождевой водой грунта так, что масса грунта становится большой и более подвижной. Может вызываться также землетрясениями или разрушающей деятельностью моря. Силы трения, обеспечивающие сцепление грунтов или горных пород на склонах, оказываются меньше силы тяжести, и вся масса горной породы приходит в движение. Отложения оползней называются деляпсием.

## Причины

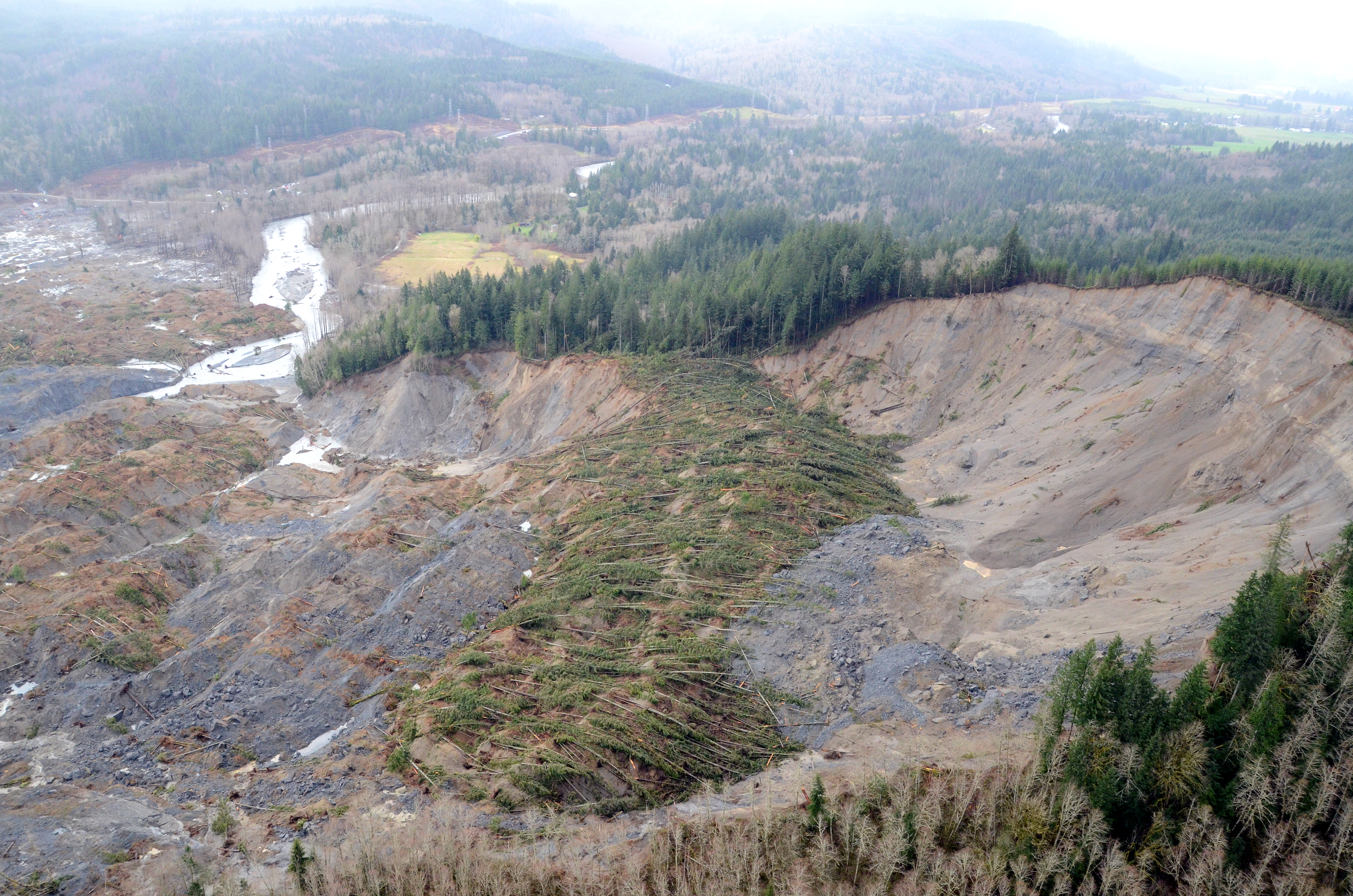
Крупный оползень в штате Вашингтон, 2014 год.

Причиной образования оползней является нарушение равновесия между сдвигающей силой тяжести и удерживающими силами. Оно вызывается:
- увеличением крутизны склона в результате подмыва водой;
- ослаблением прочности пород при выветривании или переувлажнении осадками и подземными водами;
- воздействием сейсмических толчков;
- строительной и хозяйственной деятельностью.

Оползни обычно возникают на склонах, сложенных чередующимися водоупорными (глинистыми) и водоносными породами. Смещение блоков породы объёмом в десятки м³ и более, на крутых склонах происходит в результате смачивания поверхностей отрыва подземными водами.
Такие стихийные бедствия вредят сельскохозяйственным угодьям, предприятиям, населённым пунктам. Для борьбы с оползнями применяются берегоукрепительные сооружения, насаждение растительности.

### Классификация
По мощности оползневого процесса, то есть вовлечению в движение масс горных пород, оползни делятся на малые — до 10 тыс. м³, средние — 10-100 тыс. м³, крупные — 100—1000 тыс. м³, очень крупные — свыше 1000 тыс. м³.
Поверхность, по которой оползень отрывается и перемещается вниз, называется поверхностью скольжения или смещения; по её крутизне различают:
- очень пологие (не более 5°), например, подводные;
- пологие (5°-15°);
- крутые (15°-45°).Оползень на территории г. Москвы (юго-запад). Сформирован в результате соскальзывания увлажнённых покровных суглинков

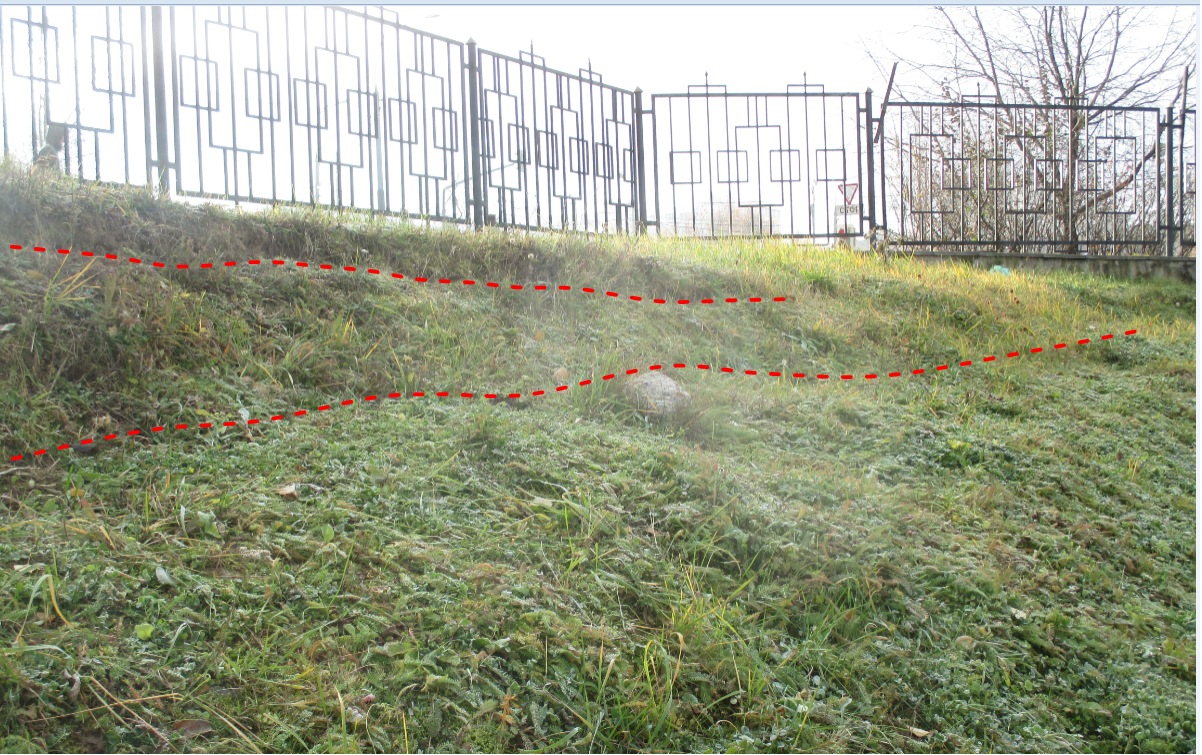
Оползень на территории г. Москвы (юго-запад). Сформирован в результате соскальзывания увлажнённых покровных суглинков

По глубине залегания поверхности скольжения различают оползни:
- поверхностные — не глубже 1 м — оплывины, сплавы;
- мелкие — до 5 м;
- глубокие — до 20 м;
- очень глубокие — глубже 20 м.

Классификация оползней (по Саваренскому) по положению поверхности смещения и сложению оползневого тела:
- Асеквентные (в некоторых источниках указываются как секвентные) — возникают в однородных неслоистых толщах пород; положение криволинейной поверхности скольжения зависит от трения и смещения грунтов;
- Консеквентные (скользящие) — происходят при неоднородном сложении склона; смещение происходит по поверхности раздела слоёв или трещине;
- Инсеквентные — возникают также при неоднородном сложении склона, но поверхность смещения пересекает слои разного состава; оползень врезается в горизонтальные или наклонные слои.

### Подводные оползни
Образуются при срыве больших масс осадочных пород на краю шельфа. Подводные оползни гораздо крупнее надводных. Например, оползень «Стурегга» на склоне Норвегии имеет площадь около 3900 км², а дальность перемещения материала в нём достигает 500 км. Объём только одного такого оползня более чем в 300 раз превышает годовую поставку в Мировой океан осадочного материала всеми реками Земли. В Шотландии обнаружены следы последовавшего за оползнем цунами на расстоянии 80 км от побережья. Отложения подводных оползней называются олистостромами.

## Крупнейшие оползни
Крупнейший оползень в Солнечной системе, вероятно, сформирован горой Эвбея на спутнике Юпитера Ио. Его объём оценивается примерно в 25 000 км3.

процесс сползания

Из-за оползня образовалось озеро Сарез.